# Wassermasse
Als Wassermasse wird in der Ozeanographie ein eindeutig identifizierbares Volumen Wasser im Ozean bezeichnet. Wassermassen zeichnen sich durch ihre spezifische Konzentration von Tracern aus. Beispiele sind Salzgehalt, Temperatur, Sauerstoff- oder FCKW-Konzentration. Die Verfolgung von Wassermassen ist in der Ozeanographie eine der am häufigsten verwendeten Methoden, um Meeresströmungen indirekt zu untersuchen: Dabei wird verfolgt, wie sich Wassermassen in den Ozeanen bewegen, verteilen und vermischen.

## Untergliederung von Wassermassen
In der Ozeanographie sind abhängig vom genauen Forschungsgebiet eine Vielzahl von Wassermassen anhand von sehr kleinen Variationen der Tracer unterscheidbar. Generell lassen sich alle Wassermassen jedoch in die Kategorien Oberflächenwasser (0 bis 500 m), Zwischenwasser (500 bis 1500 m), Tiefenwasser und Bodenwasser (1500 m bis Meeresboden) unterscheiden. Dies beschreibt ihre vertikale Position im Ozean. Zudem werden Wassermassen anhand des Beckens definiert, in dem sie sich befinden. So gibt es Bodenwasser im Atlantik sowie im Pazifik, im Indischen Ozean, im Nordpolarmeer und im antarktischen Ozean. Beispiele sind das Nordatlantische Tiefenwasser (North Atlantic Deep Water – NADW), antarktisches Zwischenwasser (Antarctic Intermediate Water – AIW) oder das südatlantische Zentralwasser (South Atlantic Central Water – SACW).